# Dzema Peak
Der Dzema Peak ist ein 2570 m hoher Berg im westantarktischen Marie-Byrd-Land. Im Königin-Maud-Gebirge ragt er 8 km westsüdwestlich des Mount Ratliff an der Nordseite des Watson Escarpment auf.
Das Advisory Committee on Antarctic Names benannte ihn 1967 nach John Dzema (1931–1969), Leutnant der Flugstaffel VX-6 der United States Navy, der in den antarktischen Sommermonaten zwischen 1962 und 1963 sowie zwischen 1963 und 1964 auf der McMurdo-Station tätig war.